# St Michael's on Wyre
St Michael's on Wyre är en by i Lancashire i England. Byn är belägen 20,8 km 
från Lancaster. Orten har 678 invånare (2016). Byn nämndes i Domedagsboken (Domesday Book) år 1086, och kallades då Michelescherche.